# Pablo Méndez
Pablo Méndez Jaque (Madrid, 1975), poeta, editor, y grafólogo español.
Dedicado a la poesía desde la adolescencia, publicó su primer libro en 1993, cuando tenía dieciocho años. En 1995 creó Ediciones Vitruvio, editorial especializada en libros de poesía. Ha colaborado en medios escritos, como la revista Placet o El desván, y en la Emisora de Radio Onda Madrid, donde comentaba los libros más destacados. Es autor de ensayos sobre literatura, y de la novela Taller de poesía, que ha sido recomendada en varios colegios e institutos y trata sobre la historia de la poesía del siglo XX. Su libro Cadena perpetua, que resume su producción poética, viene incorporado en fábrica en el libro electrónico de la marca Inves. En 2010 recibió el Premio de la Crítica de Madrid por su libro, Ana Frank no puede ver la luna, del que se han hecho ya seis ediciones, cuatro en España, una en México por la editorial Litteris y otra en Guayaquil por El Quirófano ediciones. En 2015 volvió a la Grafología publicando ¿Con qué político te irías a cenar esta noche? donde analizó la letra y la personalidad de los políticos actuales. Durante 2018-2020 impartió clases de poesía y escritura creativa en la Fundación Universitaria UPDEA. 

## Prosa
- Una canción de navidad en el año 2000 (Ediciones Nostrum, 2000). ISBN 84-930249-8-8
- Guerra de brujas (novela) (Ediciones Nostrum, Madrid, 2003) ISBN 84-932838-5-1
- Taller de poesía (novela) (Ed. Nostrum, 2004.10.ª ed, 2025)  ISBN 84-96405-14-1
- Madrid, 1939. (Prosa poética) (Ediciones Vitruvio, 2019) en colaboración con el dibujante Eugenio Rivera
- Morir es como un cuento (novela). (Ed. Vitruvio, 2019)
- Madrid, 2020. (Prosa poética) (Ediciones Vitruvio, 2020) en colaboración con el dibujante Eugenio Rivera

## Ensayo
- Lo que aprendí de Gloria Fuertes (Ediciones Nostrum, 2000. 2.ª ed. 2016). ISBN 84-78493-29-3
- Cinco escritores en el espejo de la escritura (Ediciones Nostrum, 2002) ISBN 84-932838-1-9
- Marilyn desnuda (Ediciones Nostrum, 2007. 2.ª ed. 2016) ISBN 978-84-96405-63-9
- Alba y ocaso del primer libro (Ediciones Nostrum, 2009) ISBN 978-84-96405-77-6
- ¿Con qué político te irías a cenar esta noche? (Ediciones Nostrum, 2015. 8.ª ed. 2022) ISBN 978-84-944437-0-1
- Parejas por dentro (Ediciones Vitruvio, 2017. 4.ª ed, 2022.) ISBN 978-84-947696-6-5
- Borbón blues (Ediciones Nuevo Círculo de Lectores, 2020.3.ª ed. 2021) ISBN 978-84-122624-0-7 Premio Fundación de las Asociaciones.

- Cenicientas o madrastras (Ediciones Nuevo Círculo de Lectores, 2022)
- Del corazón más blanco, vida, obra y personalidad de Santiago Bernabéu (Ediciones Nuevo Círculo de Lectores, 2023. 3ª ed. 2025)
- Lorca no tenía móvil. (Ediciones Nuevo Círculo de Lectores, 2025)

## Libros de poemas (obra publicada)
- Palabras de aire (Ed. FLH, Granada, 1993)
- Una flecha hacia la nada (Ediciones Libertarias, Madrid, 1994) ISBN 87-7954-219-5
- Barrio sin luz (Ediciones Vitruvio, Madrid, 1996) ISBN 84-92151-7-3
- Patio Interior (Ediciones Biblioteca Nueva, Madrid, 1998) ISBN 84-7030-579-4
- Cadena perpetua (Ediciones Vitruvio, Madrid, 2002) ISBN 84-89795-47-9
- Cadena perpetua, segunda edición corregida y aumentada (Ediciones Vitruvio, Madrid, 2004)
- Alcalá Blues (Ediciones Vitruvio, Madrid, 2006) ISBN 84-96312-69-0
- Cadena perpetua, tercera edición corregida y aumentada (Ediciones AEP, Madrid, 2009) ISBN 978-84-937132-0-1
- Ana Frank no puede ver la luna (Ediciones Rilke, 2010) ISBN 978-84-937127-3-0 (Libro recomendado por la Asociación de Editores de poesía). Premio de la Crítica de Madrid, 2010. . Mejor Libro de poesía del año Grupo editorial Pérez Ayala, 2010.
- Tren Talgo Madrid-Cartagena (Ediciones AEP, Madrid, 2012). Edición de 80 ejemplares numerados. ISBN 978-81-937132-2-5.
- Oh, siglo veinte (Ediciones Vitruvio, 2014). (Libro recomendado por la Asociación de Editores de Poesía).
- No hay luz más dolorosa que la no puede apagarse, antología. Poesía Tatoo, Madrid, 2018.
- Cadena perpetua, cuarta edición corregida y aumentada. (Ediciones Vitruvio, 2021, 5.ª ed, 2022)

### Inclusiones en antologías de poesía
- Finalismo, cinco poetas que cerrarán el siglo, de Margarita Márquez Padorno. Ed. Vitruvio, 1996 Madrid ISBN 84-821151-3-0
- Poesía Ultimísima, de Basilio Rodríguez. Ed. Libertarias, 1997. Madrid ISBN 84-7954-374-4
- Poesía española de ahora, de Joaquin Manuel Magalhaes. Ed. Reloj de arena. II Tomo. Edición bilingüe Portugués / Castellano. Lisboa, 1998. ISBN 972-708-332-3
- Nada que no sea verdad (La poesía humanizada en el umbral del siglo), de Jaime Olmedo Ramos. Ed. Casa San Vicente Ferrer, Valencia, 1998. Anuario de poesía y pensamiento.
- Milenio, de Basilio Rodríguez Cañada Ed. Celeste. 1999. Madrid. ISBN 84-8211-235-X
- Pasar la página, de Manuel Rico. Diálogo de la Lengua. Ed. Olcades. 1999. Salamanca.
- La voz y la escritura, de Miguel Losada. Ed. Comunidad de Madrid y la ONCE. 2000
- Voces del extremo, de Antonio Orihuela. Ed. Fundación Juan Ramón Jiménez, 2000. Huelva. ISBN 84-95327-02-3
- El último que pase que cierre la puerta, de David González. Ed. Ateneo Obrero, Gijón. 2000. ISBN 84-87958-48-6
- Trazado con Hierro, de Antonio Marín Albalate. Ed. Vitruvio, 2003. ISBN 84-89795-69-X
- Palabra y misterio, 31 poetas frente a Dios, de Juan Polo Laso. Ed. Vitruvio, 2003. ISBN 84-89795-82-7
- 33 de Radio 3, de Ignacio Elguero y Javier Lostalé. Ed. Calamar. Madrid, 2004. ISBN 84-96235-02-5
- Los jueves poéticos. Prólogo de Carlos Briones. Ed. Hiperión, 2006. ISBN 84-7517-859-6
- Las letras. Coordinación de Juan Acebal y Antonio Marín Albalate. Ed. Ayuntamiento de Cartagena, 2006. ISBN 84-87529-99-2
- Tributo a Serrat, con Prólogo de José Ramón Pardo. Ed. Rama Lama, 2007. Madrid. ISBN 978-84-935606-3-8
- Los cien mejores poemas del siglo XX, de Emilio Salazar Jiménez. Ed. Contemplativas, 2007. Badajoz. ISBN 8-4703-0271-X
- 55 años de la Tertulia Literaria Hispanoamericana. Prólogo de Marisa Calvo y Rafael Cesar Montesinos. Ed. Mar Futura, 2007. ISBN 84-934938-4-8
- Cajita de música, de Augusto Rodríguez. Ed. AEP. Poetas jóvenes de España y América., 2011.
- Memorias del IV Festival Internacional de poesía joven Ileana Espinel Cedeño. El Quirófano ediciones, Guayaquil, Ecuador, 2012.
- 12+1 Una antología de poetas madrileños actuales. Selección y presentación de Alberto Infante. Ed. Endymion. Madrid, 2012. ISBN 978-84-7731-541-4
- Leve es la parte de la vida que como dioses rescatan los poetas. Poemas para Luis Cernuda. Edición de Miguel Losada. Ed. Revista Áurea, 2013. Madrid.
- Poesía amiga y otros poemigas para Aute. Coordinado por Antonio Marín Albalate. Ed. Neverland, 2014. Aranjuez.
- Treciembre, coro de voces. Coordinado por Araceli Sagüillo. Ed. Vitruvio, 2016, Madrid.
- Café comercial, la casa de todos. Edición de Rafael Soler. Ed. Muddy Waters books, Madrid, 2022.
- Mil años de poesía. Edición de Cova Sánchez-Talón. Ed. Vitruvio, 2024.